# Rana Husseini
Rana Husseini (1969) es una periodista y activista de derechos humanos jordana que sacó a la luz los crímenes de honor en Jordania e hizo campaña para endurecer las penas a los perpetradores. En el año 2009 publicó el libro Murder in the Name of Honor: The True Story of One Woman's Heroic Fight Against An Unbelievable Crime.

## Trayectoria
Husseini estudió periodismo y arte en la Universidad de Oklahoma y empezó a trabajar en The Jordan Times en 1993. Su trabajo impulsó la creación en 1998 del Comité Nacional de Jordania para eliminar los llamados Crímenes de Honor e influyó en la fatua de 2007 en Jordania que declaraba los crímenes de honor como contrarios a la ley islámica. Ha trabajado como coordinadora regional para el Fondo de Desarrollo de las Naciones Unidas para la Mujer (UNIFEM) y como consejera de la organización no gubernamental de Estados Unidos Freedom House, dedicada a los derechos humanos.

#### Pertenencia a Consejos, Juntas y actividades
- Junta de Dirección de la campaña Man Up (EE. UU.) desde 2010
- Jurado de los Premios Kurt Schork (periodismo), 2010
- Comité de Fútbol Femenino en la Federación de la Unión Árabe de Fútbol desde 2010
- Asociación de Prensa de Jordania desde 2005
- Junta del Comité Nacional de Jordania para la Eliminación de Minas y Rehabilitación desde 2003
- Comité Nacional de Jordania para eliminar los llamados Crímenes de Honor desde 1999
- Junta de la Organización Forefront (EE. UU.) desde 1999
- Jurado del Premio Amnistía Internacional para Periodismo de Derechos Humanos, 2001
- Junta de la Asociación de Fútbol de Jordania desde 2009
- Junta de la Federación de Baloncesto de Jordania, 2003-2004
- Capitana del equipo nacional de Baloncesto de Jordania de 1995 a 2000[3]
- Miembro del equipo nacional desde 1983[6]

## Premios
- 2007 Medalla del Rey Abdalá II de Jordania[7]

- 2003 Premio Ida B. Wells a la Valentía en el Periodismo[8]

- 2000 Premio Human Rights Watch

- 1998 Premio Derechos Humanos Reebok[9]

- 1995 Premio Mednews al mejor artículo[10]